# Pionierskij Kurort
Pionierskij Kurort (ros. Пионерский Курорт) – węzłowa stacja kolejowa w miejscowości Pionierskij, w obwodzie królewieckim, w Rosji. Węzeł dwóch linii z Królewca do Swietłogorska.

## Historia
Stacja powstała w okresie przynależności tych terenów do Niemiec. Nosiła wówczas nazwę Neukuhren.